# 반동 이용식
반동 이용식(recoil operation)은 노리쇠가 잠긴 자동 장전 화기를 구현하는 데 사용되는 작동 메커니즘이다. 반동 이용식 총기는 추진제 가스의 압력을 사용하는 가스 작동식 또는 블로우백 방식과 달리 반동 에너지를 사용하여 동작을 순환시킨다.

## 같이 보기
- 범프 스톡